# Gramatica limbii slovene

## Substantiv

### Gen, număr, caz
În general cuvintele care se termină în sunt de gen feminin, daca se termină în o sau e sunt de gen neutru.
Cazul Nominativ
-definește subiectul propoziției și în general nu are prepoziții
Cazul Acuzativ
-prepozițiile cazului Acuzativ sunt:
čez (peste), med (printre), na (pe, împotriva), nad (deasupra), ob (lângă), pod (sub), pred (în fața), skozi (prin), v (în), za (în spatele, în schimbul), zoper (împotriva)
Cazul Genitiv
prepozițiile cazului Genitiv sunt:
blizu (aproape de), brez (fără), do ((ducând) spre), iz (din), izmed (dintre (noi)), iznad (de deasupra), izpod (pe sub), izpred/spred (dinainte de), izza (din spate), izven (în afara), kraj (de-a lungul), namesto (în loc de), nasproti (vizavi), od (de (ceva), de catre (cineva/ceva)), okoli (împrejur), okrog (împrejur), onkraj (pe cealaltă parte), poleg (în afară de, lângă), spričo (din cauza), vpričo (în prezența), vzdolž (de-a lungul), z/s (din), zaradi (din cauza), znotraj (înăuntru), zraven (lângă), zunaj (în afara) 
exemple: 
- Ivanka je sedela zraven mene - Ivanka stătea lângă mine
- Ti pojdi namesto mene! - Du-te tu în locul meu
- Družina se je zbrala okrog mize - Familia s-a adunat în jurul mesei

Cazul Dativ
-prepozițiile cazului Dativ sunt:
k sau h (spre), kljub (în ciuda), proti (împotriva, spre), nasproti (împotriva)
exemple:
- Kljub vsem težavam ji je uspelo - În ciuda dificultăților (ea) a reușit

Cazul Locativ
-prepozițiile cazului Dativ sunt:
na (pe, la), o (despre, în ceea ce privește), ob (lângă, împreună cu), po (după, în privința), pri (la, cu), v (în)
Cazul Instrumental
-este folosit numai pentru prepoziții, acestea grupându-se în:
- acompaniament (grem z mjo = merg cu ea)
- prin intermediul... (pišem z flomasterjem = scriu cu marker)
- orientare în spațiul 3D (med drevesi = printre copaci, pred hišo = în fața casei)

-prepozițiile cazului Instrumental sunt:
med (printre), nad (deasupra), pod (sub), z (cu), za (după, în spatele)